# We're Outta Here
We're Outta Here uživo je album od američkog punk rock sastava Ramones, koji izlazi u studenom 1997.g. Materijal je snimljen 6. kolovoza 1996. na Billboard Live at The Palace u Los Angelesu, Kalifornija, kada su nastupili na svojem posljednjem koncertu. Tada je nastupilo nekoliko bivših članova Ramonesa, kao i neki sastavi koji su bili pod njihovim utjecajem.

## Popis pjesama
1. "Durango 95"
2. "Teenage Lobotomy"
3. "Psycho Therapy"
4. "Blitzkrieg Bop"
5. "Do You Remember Rock 'n' Roll Radio?"
6. "I Believe in Miracles"
7. "Gimme Gimme Shock Treatment"
8. "Rock 'n' Roll High School"
9. "I Wanna Be Sedated"
10. "Spider-Man"
11. "The KKK Took My Baby Away"
12. "I Just Wanna Have Something to Do"
13. "Commando"
14. "Sheena Is a Punk Rocker"
15. "Rockaway Beach"
16. "Pet Sematary"
17. "The Crusher"
18. "Love Kills" (s bivšim basistom Dee Dee Ramoneom)
19. "Do You Wanna Dance"
20. "Somebody Put Something in My Drink"
21. "I Don't Want You"
22. "Wart Hog"
23. "Cretin Hop"
24. R.A.M.O.N.E.S. (s Lemmyem iz Motörheada)
25. "Today Your Love Tomorrow the World"
26. "Pinhead"
27. "53rd & 3rd" (s Timom Armstrongom i Larsom Frederiksenom iz sastava Rancid)
28. "Listen to Your Heart"
29. "We're a Happy Family"
30. "Chinese Rocks" (s Chrisom Cornellom i Benom Shepherdom iz Soundgardena)
31. "Beat on the Brat"
32. "Any Way You Want It" (s Eddiem Vedderom iz Pearl Jam)

## Vanjske poveznice
- discogs.com - Ramones - We're Outta Here!